# Ratpenat nassut de Trinitat
El ratpenat nassut de Trinitat (Choeroniscus intermedius) és una espècie de ratpenat que viu al Perú.